# One Love (singolo Blue)
One Love è un singolo dei Blue pubblicato nel 2002, scritto da Robson, McLaughlin e Wilkins.

## Tracce
1. One Love
2. Get Ready
3. One Love (Octave Remix)

## Classifiche
| Paese             | Posizione più alta |
| ----------------- | ------------------ |
| Australia         | 36                 |
| Austria           | 53                 |
| Belgio (Fiandre)  | 24                 |
| Belgio (Vallonia) | 66                 |
| Danimarca         | 7                  |
| Francia           | 36                 |
| Germania          | 54                 |
| Irlanda           | 4                  |
| Italia            | 9                  |
| Nuova Zelanda     | 5                  |
| Paesi Bassi       | 41                 |
| Regno Unito       | 3                  |
| Repubblica Ceca   | 23                 |
| Romania           | 19                 |
| Svezia            | 21                 |
| Svizzera          | 44                 |